# Lőrinc Schlauch
Lőrinc Schlauch (n. 27 martie 1824, Aradu Nou – d. 10 iulie 1902, Oradea) a fost un episcop al Diecezei de Satu Mare, apoi al Diecezei de Oradea Mare, din 1893 cardinal.
A activat ca preot la Merțișoara (în germană Mercydorf), azi Carani, județul Timiș.
A fost membru al Academiei Ungare de Științe. A zidit și a sfințit multe biserici, cum ar fi biserica cu hramul Sf. Laurențiu (patronul său onomastic) de la Episcopia Bihor.
Recviemul său a avut loc în Catedrala Romano-Catolică din Oradea, iar după ceremonie sicriul a fost dus (cu un tren separat) la Cimitirul din Timișoara. După dorința cardinalului Schlauch corpul său a fost depus după moarte în capela familială Schlauch din Timișoara.